# Rocky (musical)
Rocky è un musical di Alex Timbers del 2012. Il musical è basato sull'omonimo film Rocky del 1976.
Il libretto da cui è tratto il musical è stato scritto dallo stesso Sylvester Stallone, che veste anche il ruolo di produttore, insieme a Thomas Meehan.

## Produzioni

### Amburgo
Nonostante il musical sia stato scritto in inglese, è stato tradotto in tedesco per la première tedesca.
Il musical tedesco ha avuto un costo per la produzione di circa 20 milioni di dollari.
Il musical debutta ad Amburgo (in Germania) il 18 novembre 2012, al teatro Operettenhaus col nome di Rocky - Das musical, e riceve critiche molto positive.
Il cast tedesco comprende Drew Sarich nel ruolo di Rocky Balboa, mentre Wietske van Tongeren interpreta Adriana Balboa e Terence Archie è Apollo Creed.

### Broadway
Il 28 aprile 2013 viene annunciato che il musical sarà portato a Broadway nel periodo di febbraio/marzo del 2014. Il 26 agosto viene confermata la data del debutto statunitense, il 13 marzo 2014, al Winter Garden Theatre di New York, mentre l'anteprima è avvenuta l'11 febbraio.
Il costo di produzione del musical statunitense è stato di appena 4,3 milioni di dollari, contro i 20 spesi in Germania.
Il cast statunitense vede Andy Karl come Rocky Balboa, Margo Seibert nei panni di Adriana Balboa, Terence Archie confermato nel ruolo di Apollo Creed, Dakin Matthews è Mickey e Danny Mastrogiorgio è Paulie.
Il musical chiude a Broadway il 17 agosto 2014, dopo sei mesi e ben 188 spettacoli.

## Canzoni
Il musical comprende 20 canzoni originali, con l'aggiunta di alcune tracce riprese dalla serie di film di Rocky, tra cui Gonna Fly Now ed Eye of the Tiger.

## Cast

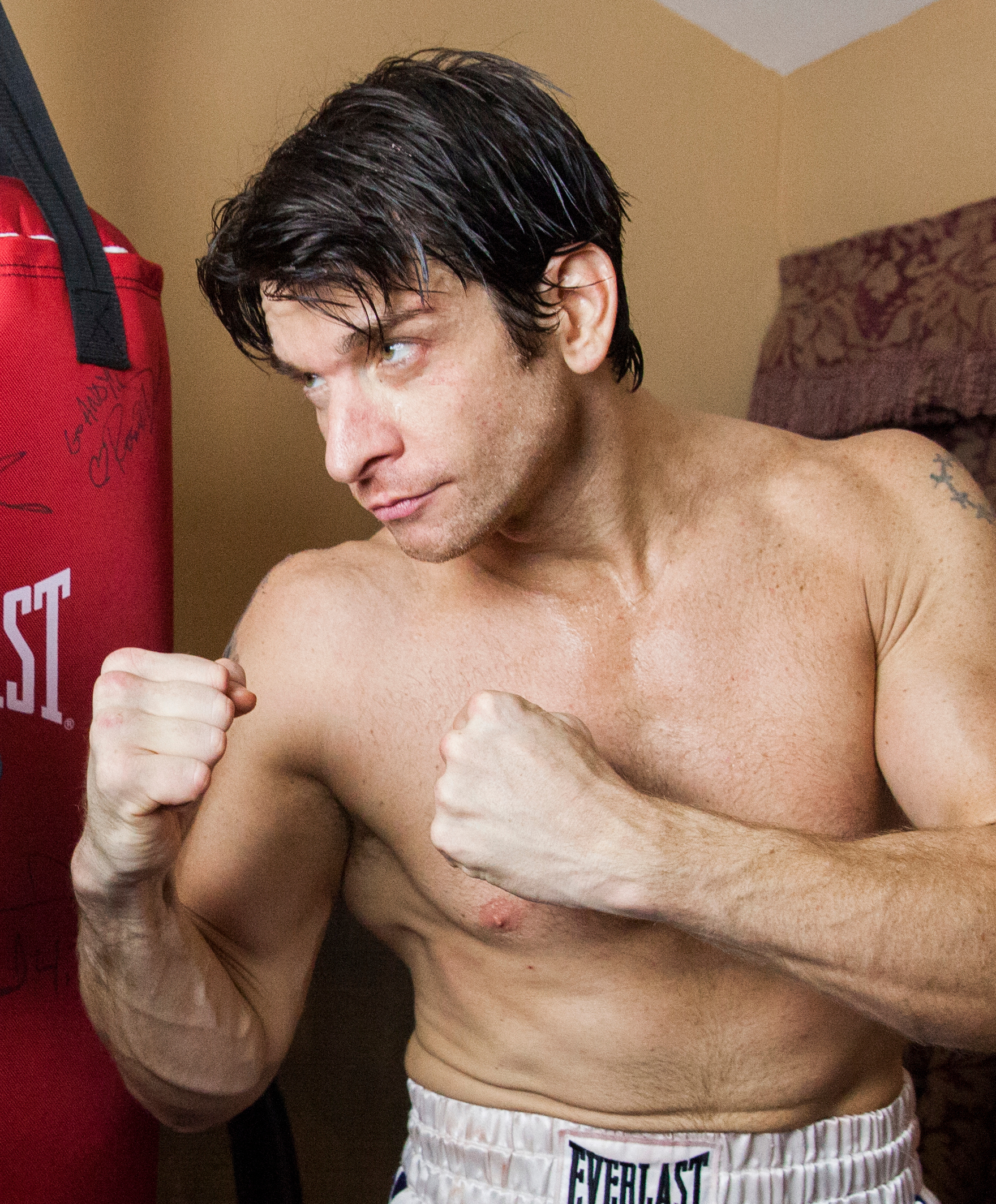
Andy Karl nel ruolo di Rocky Balboa

| Personaggio    | Musical              | Musical             |
| Personaggio    | Amburgo              | Broadway            |
| -------------- | -------------------- | ------------------- |
| Rocky Balboa   | Drew Sarich          | Andy Karl           |
| Adriana Balboa | Wietske van Tongeren | Margo Seibert       |
| Apollo Creed   | Terence Archie       | Terence Archie      |
| Mickey         |                      | Dakin Matthews      |
| Paulie         | Patrick Imhof        | Danny Mastrogiorgio |
| Gloria         | Alex Avenell         | Jennifer Mudge      |

## Riconoscimenti
- 2014 - Tony Award[16]
  - Miglior scenografia a Chris Barreca
  - Candidatura per il miglior attore protagonista in un musical a Andy Karl
  - Candidatura per la miglior coreografia a Steven Hoggett e Kelly Devine
  - Candidatura per la miglior luce a Christopher Akerlind
- 2014 - Drama Desk Award[17]
  - Miglior scenografia a Chris Barreca
  - Miglior luce a Christopher Akerlind
  - Candidatura per il miglior musical
  - Candidatura per il miglior attore in un musical a Andy Karl
  - Candidatura per il miglior regista di un musical a Alex Timbers
  - Candidatura per la miglior coreografia a Steven Hoggett e Kelly Devine
  - Candidatura per il miglior sonoro in un musical a Peter Hylenski
- 2014 - Drama League Award[18]
  - Candidatura per la miglior produzione di un musical
  - Candidatura per il miglior attore a Andy Karl
  - Candidatura per la miglior attrice a Margo Seibert
- 2014 - Outer Critics Circle Award[19]
  - Miglior scenografia a Chris Barreca
  - Candidatura per il miglior musical di Broadway
  - Candidatura per il miglior libriccino di un musical a Thomas Meehan
  - Candidatura per il miglior attore in un musical a Andy Karl
  - Candidatura per il miglior regista in un musical a Alex Timbers
  - Candidatura per la miglior coreografia a Steven Hoggett e Kelly Devine